# 스털링 홀러웨이

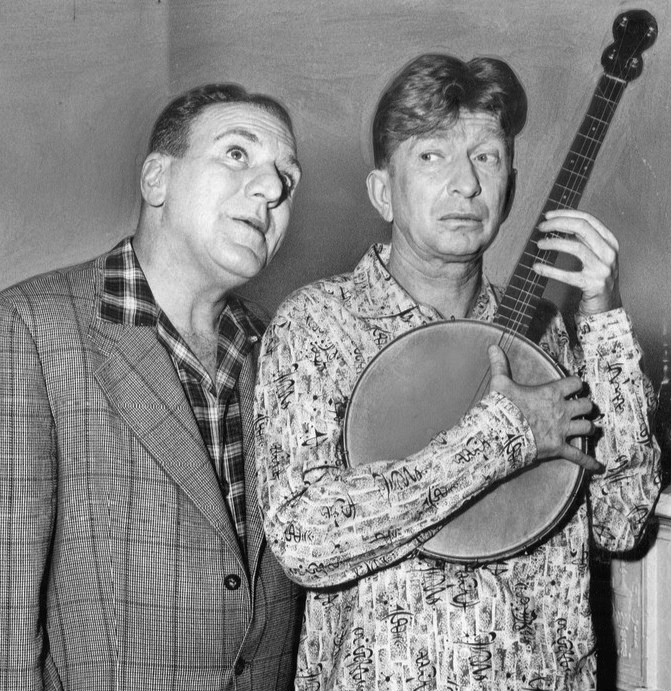

스털링 홀러웨이(영어: Sterling Holloway, 1905년 1월 4일 ~ 1992년 11월 22일)는 미국의 배우, 가수이다.
조지아주에서 태어났으며 로스앤젤레스에서 사망하였다. 사인은 심정지이다.

## 영화
- 위스키 대소동 (1977년)
- 곰돌이 푸의 모험 (1977년)
- 곰돌이 푸 3 - 곰돌이 푸와 티거 (1974년)
- 아리스토캣 (1970년)
- 리브 어 리틀, 러브 어 리틀 (1968년)
- 곰돌이 푸 2 - 폭풍우 치던 날 (1968년)
- 정글북 (1967년)
- 곰돌이 푸 - 곰돌이 푸와 꿀 나무 (1966년)
- 마이 식스 러브스 (1963년)
- 매드 매드 대소동 (1963년)
- 허클베리 핀의 모험 (1960년)
- 골리앗 2세 (1960년) - 내레이션 역
- 추격 (1959년)
- 쉐이크, 래틀 & 락! (1956년)
- 디즈니랜드 (1954년) - 본인 역
- 용감한 린티 (1954년)
- 슈퍼맨 - 54년작 3 (1954년)
- 슈퍼맨 - 54년작 1 (1954년) - 오스카 역
- 이상한 나라의 앨리스 (1951년)
- 더 뷰티풀 브론드 프럼 배쉬풀 벤드 (1949년)
- 헤틱 허니문 (1947년)
- 텍사스의 로빈 훗 (1947년)
- 피터와 늑대 (1946년)
- 음악의 세계 (1946년)
- 워크 인 더 선 (1945년) - 맥윌리엄스 역
- 3인의 기사 (1944년)
- 스타 스팽글드 리듬 (1942년)
- 아이슬란드 (1942년)
- 밤비 (1942년) - 어른 꽃돌이 목소리 역
- 덤보 (1941년)
- 존 도우를 찾아서 (1941년)
- 파랑새 (1940년)
- 히트 퍼레이드 오브 1941 (1940년)
- 닉 카터, 마스터 디텍티브 (1939년)
- 세인트 루이스 블루스 (1939년)
- 닥터 리듬 (1938년)
- 오브 휴먼 하츠 (1938년)
- 다우팅 토머스 (1935년) - 미스터 스핀들러 역
- 메리 위도우 (1934년)
- 캣 앤 더 피들 (1934년)
- 헬 빌로우 (1933년)
- 하드 투 핸들 (1933년) - 앤디 히니 역
- 엘머, 더 그레이트 (1933년) - 닉 케인 역
- 1933년의 황금광들 (1933년)
- 고잉 헐리우드 (1933년)
- 댄싱 레이디 (1933년)
- 금발의 비너스 (1932년)
- 미국의 광기 (1932년)